# Posición Lucena
|    |    |    |    |       |       |       |       |    |  |
|    | a8 | b8 | c8 | d8    | e8    | f8    | g8 kl | h8 |  |
| a7 | b7 | c7 | d7 | e7 kd | f7    | g7 pl | h7    |    |  |
| a6 | b6 | c6 | d6 | e6    | f6    | g6    | h6    |    |  |
| a5 | b5 | c5 | d5 | e5    | f5    | g5    | h5    |    |  |
| a4 | b4 | c4 | d4 | e4    | f4    | g4    | h4    |    |  |
| a3 | b3 | c3 | d3 | e3    | f3    | g3    | h3    |    |  |
| a2 | b2 | c2 | d2 | e2    | f2    | g2    | h2 rd |    |  |
| a1 | b1 | c1 | d1 | e1    | f1 rl | g1    | h1    |    |  |
|    |    |    |    |       |       |       |       |    |  |

En ajedrez, la posición Lucena, también conocida como puente de Lucena es una de las posiciones más importantes de la teoría de finales. Toma su nombre incorrectamente del ajedrecista castellano Luis Ramírez de Lucena, si bien no aparece en su libro Repetición de amores y arte de ajedrez. 
Alessandro Salvio en 1634 atribuye por primera vez este final a un jugador napolitano llamado Scipione Genovino.
Las características esenciales de la posición son:
- el peón es cualquiera menos un peón de torre.
- el peón se encuentra en la séptima fila.
- el rey se halla en la casilla de coronación del peón.
- la torre bloquea al rey contrario por al menos una columna.

El bando que posee el peón consigue su promoción.
El ensayo (en notación algebraica):
1.Te1+ Rd6
2.Rf7 Tf2+
3.Rg6 Tg2+
4.Rh7 Th2+
5.Rg8 falla, pues se vuelve a la posición inicial.
Sin embargo, aquí las blancas pueden ganar mediante:
1.Te1+ Rd6 2.Te4 
y ahora contra:
- 2...Tg2 3.Th4 seguido por 4.Rh8 o 4.Rh7.
- 2...Tf2 3.Th4 igual que la anterior.
- 2...Rd5 3.Tf4 Re5 4.Tf1 Re6 5.Rf8, ganando.
- 2...Th1 3.Rf7 Tf1+ 4.Rg6 Tg1+ 5.Rf6 Tf1+ 6.Rg5 Tg1+ 7.Tg4, y las blancas coronan el peón.[1]